# Rozalia Aleksandrowicz
Rozalia (Róża) Aleksandrowicz (ur. 29 sierpnia 1933 w Nowogródku, zm. 13 sierpnia 2008 w Gorzowie Wielkopolskim) – polska rzemieślnik i działaczka społeczna związana z Gorzowem, wieloletnia radna miejska, przewodnicząca muzułmańskiej gminy wyznaniowej w mieście.

## Życiorys
Urodziła się w rodzinie polskich Tatarów w województwie nowogródzkim (ojciec w czasie II wojny światowej został aresztowany przez NKWD, a rodzina zesłana na Syberię). W 1946 osiedliła się w Gorzowie, gdzie ukończyła technikum gastronomiczne. Prowadziła cukiernię „Maleńka” przy ul. Chrobrego. Działała w Stronnictwie Demokratycznym (SD), będąc członkinią Wojewódzkiej Rady Narodowej z jego ramienia. W latach 1990–1994 i 1998–2002 zasiadała w Radzie Miejskiej Gorzowa (jako reprezentantka SD i SLD). W 1989 i 1991 bez powodzenia ubiegała się o mandat senatora RP w województwie gorzowskim z ramienia SD uzyskując w pierwszym przypadku 8% głosów, w drugim znajdując się na czwartej pozycji. W 1993 próbowała swych sił w wyborach do Senatu jako niezależna kandydatka.
Po 1993 związała się z Unią Pracy; była m.in. członkiem jej Rady Krajowej.
W latach 90. była założycielką i szefową fundacji „Gorzowskie Zdrowie”, prowadziła również firmę „Med-Tronik”. W lokalu dawnej cukierni przy ul. Chrobrego otworzyła punkt badań zdrowotnych. Była przewodniczącą muzułmańskiej gminy wyznaniowej w Gorzowie aż do jej likwidacji.
Zmarła w 2008; została pochowana na cmentarzu muzułmańskim w Warszawie.